# Crassula subacaulis
Crassula subacaulis är en fetbladsväxtart. Crassula subacaulis ingår i släktet krassulor, och familjen fetbladsväxter. Utöver nominatformen finns också underarten C. s. erosula.